# SIGSEGV
SIGSEGV é um sinal conhecido por um processo informático emitido quando acontece uma referência inválida de memória (segmentation fault) em sistemas operativos POSIX. SIGSEGV é uma constante numérica definida em signal.h, que pode variar de acordo com o sistema operacional. O seu nome é a contração de Segmentation Violation, SIG é o prefixo para os nomes dos sinais.
Normalmente este sinal gera automaticamente um core dump, útil para um futuro debug.